# Anne-Marie Nzié
Anne-Marie Nzié (1932 – 24 tháng 5 năm 2016) là một ca sĩ bikutsi người Cameroon.

## Tiểu sử
Anne-Marie Nzié sinh ra ở Bibia, Lolodorf, Cameroon, năm 1932. Cha bà là một nghệ sĩ guitar và năm 8 tuổi, bà bắt đầu hát trong một dàn hợp xướng nhà thờ ở làng nơi ông là một mục sư. Vào những năm 1940, Nzié bắt đầu biểu diễn bikutsi, âm nhạc có nguồn gốc từ quê bà ở miền trung Cameroon. Vào năm 12 tuổi, khi đang hồi phục trong bệnh viện vì những chấn thương kéo dài khi ngã từ cây xoài, bà đã học chơi guitar Hawaii với sự giúp đỡ của anh trai là nhạc sĩ Moise (người đã sử dụng tên "Cromwell"); bà tiếp tục ủng hộ ông ấy trong một số lần xuất hiện trong buổi hòa nhạc của ông, và vào năm 1954, họ đã phát hành đĩa đơn đầu tiên cùng nhau, "Ma Ba Nze", cùng với hãng thu Opika. Những bài hát đầu tiên của bà được chơi trong các câu lạc bộ đêm khi bà 24 tuổi. Bà đã giành chiến thắng trong một cuộc thi guitar do chính phủ tài trợ được tổ chức bởi tay chơi guitar/nhà soạn nhạc người Đức Siegfried Behrend, sau đó vào những năm 1950, bà trở thành ca sĩ solo, đồng hành với cây guitar Hawaii của mình. Tạo dấu ấn trên trường quốc tế, cô đã thu âm ở Paris và ký hợp đồng với hãng thu Pathé-Marconi.
Nzié vẫn hoạt động trong năm thập kỷ tiếp theo và giúp phổ biến nhạc bikutsi trên khắp Cameroon, cũng như hát trong các lễ hội ở Algiers, Dakar và Lagos, và dạy hát với Dàn nhạc Quốc gia của Cameroon. Sự nghiệp lâu dài của bà đã mang lại cho bà danh hiệu "Nữ hoàng âm nhạc Cameroon", "Nữ hoàng mẹ của âm nhạc Cameroon", và "Nữ hoàng Mẹ của Bikutsi".
Nzié là người ủng hộ cả hai tổng thống của Cameroon, Ahmadou Ahidjo và Paul Biya. Ví dụ, bà dành tặng bài hát "Liberté" cho Paul Biya và Đảng chính trị Phong trào dân chủ nhân dân (CPDM) của ông. Năm 1992, Mặt trận dân chủ xã hội đã sử dụng bài hát này trong chiến dịch tranh cử tổng thống của John Fru Ndi; Nzié nói rằng bà "phản đối kịch liệt" với động thái này. Trong một trường hợp khác, những sinh viên phản đối đã thay đổi lời bài hát để nói, "Paul Biya đi đi". Nzié đã trả lời bằng cách nói rằng bài hát này luôn có ý định ủng hộ Biya và tiền CPDM.
Album thành công của bà Liberté được thu âm vào năm 1984, sau đó Nzié nghỉ hưu tại làng của bà. Sau một thời gian dài vắng bóng, cô đã phát hành album Béza Ba Dzo vào năm 1999. Coco Mbassi hát nền trong album, và một bài hát đặc trưng Manu Dibango trên saxophone và giọng hát.
Anne-Marie Nzié qua đời tại bệnh viện vào ngày 24 tháng 5 năm 2016, sau khi bị ốm vào đầu tháng đó.